# Waite Park (Minnesota)
Waite Park és una població dels Estats Units a l'estat de Minnesota. Segons el cens del 2000 tenia 6.568 habitants.

## Demografia
Segons el cens del 2000, Waite Park tenia 6.568 habitants, 2.967 habitatges, i 1.536 famílies. La densitat de població era de 324,7 habitants per km².
Dels 2.967 habitatges en un 23,8% hi vivien nens de menys de 18 anys, en un 36,5% hi vivien parelles casades, en un 10,1% dones solteres, i en un 48,2% no eren unitats familiars. En el 32,1% dels habitatges hi vivien persones soles el 10,4% de les quals corresponia a persones de 65 anys o més que vivien soles. El nombre mitjà de persones vivint en cada habitatge era de 2,19 i el nombre mitjà de persones que vivien en cada família era de 2,8.
Per edats la població es repartia de la següent manera: un 19,6% tenia menys de 18 anys, un 21,2% entre 18 i 24, un 30,1% entre 25 i 44, un 16% de 45 a 60 i un 13,1% 65 anys o més.
L'edat mediana era de 29 anys. Per cada 100 dones de 18 o més anys hi havia 93 homes.
La renda mediana per habitatge era de 33.803 $ i la renda mediana per família de 43.415 $. Els homes tenien una renda mediana de 27.066 $ mentre que les dones 21.481 $. La renda per capita de la població era de 17.796 $. Entorn del 7,9% de les famílies i el 12,1% de la població estaven per davall del llindar de pobresa.

## Poblacions més properes
El següent diagrama mostra les poblacions més properes.